# 瑞士蓮

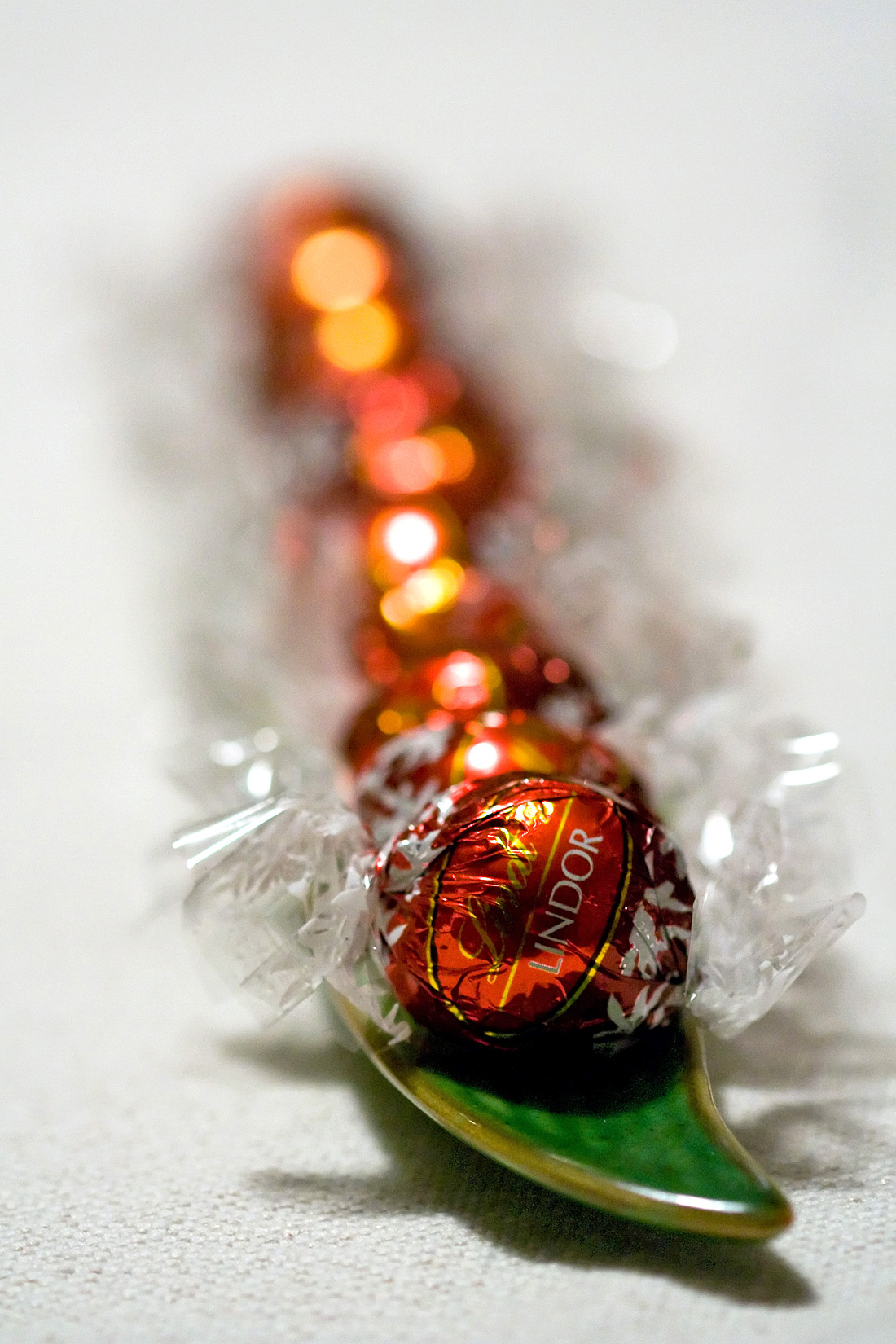
瑞士莲 Lindor 软心巧克力球

瑞士蓮是瑞士的一家巧克力糖果公司（德語：Chocoladefabriken Lindt & Sprüngli AG）在中文地區的名稱及品牌，於1845年由大衛·史賓利-史瓦茲（David Sprüngli-Schwarz）與其子魯道夫·史賓利-阿曼（Rudolf Sprüngli-Ammann）在苏黎世建立。其知名產品為Lindor巧克力球及Excellence巧克力豆。瑞士蓮為世界大型巧克力公司之一，品牌擁有六間工廠，分別位於瑞士、德國、法國、義大利、奧地利及美國。

## 沿革
1892年後，當Rudolf Sprüngli-Ammann退休後，他的兩個兒子分別繼承公司的不同部分，瑞士蓮為哥哥Johann Rudolf繼承的巧克力工廠而來，而另一家巧克力專賣店Confiserie Sprüngli則是由弟弟David Robert 繼承的巧克力甜點店而來。
1899年，Johann Rudolf成立Chocolat Sprüngli AG，並收購位於瑞士伯恩Rodolphe Lindt的巧克力工廠，公司更名為Aktiengesellschaft Vereinigte Berner und Züricher Chocoladefabriken Lindt & Sprüngli，即伯恩與蘇黎世Lindt與Sprüngli聯合巧克力公司，為今日公司名稱來源。
1998年該公司收購美國舊金山知名巧克力吉拉德鷹牌巧克力（Ghirardelli）品牌與公司所有資產，自此瑞士蓮將只在舊金山灣區銷售的吉拉德鷹牌引入到國際市場。
2014年7月14日瑞士蓮（Lindt & Sprüngli）以逾10億美元收購美國企業Russell Stover，令瑞士蓮成為美國第三大巧克力及糖果生產商。

## 生產工廠
瑞士蓮目前在全球擁有12間工廠，位於歐洲以及美洲。
- 瑞士基希伯格
- 德国亚琛
- 法國奥洛龙圣玛丽
- 義大利因杜诺奥洛纳
- 義大利卢塞尔纳圣焦万尼
- 奥地利格洛格尼茨
- 美国新罕布什爾州羅京安
- 美国加利福尼亞州聖利安卓

## 瑞士蓮咖啡廳
瑞士蓮在全世界經營410間咖啡廳。

### 
澳洲一共開了8間咖啡廳，其中4間位於悉尼，其餘4間位於墨爾本。首間咖啡廳2004年於悉尼市中心馬丁廣場開幕，第二與第三間分別位於達令港及喬治街。墨爾本首間分店則位於科林斯街271號。

## 外部連結
- 官方網站 （页面存档备份，存于）
- Confiserie Sprüngli （页面存档备份，存于）